# 데이비드 테넌트
데이비드 테넌트(영어: David Tennant, 본명은 David John McDonald, 1971년 4월 18일~)는 영국 스코틀랜드의 배우이자 감독이다. 영국의 텔레비전 드라마 시리즈 '닥터 후'의 주인공 닥터의 10대 닥터 역, '카사노바' (2005)에서 주인공 역, '해리 포터와 불의 잔' (2005)에서 바티 크라우치 주니어 역을 맡았다.
스크린에서의 출연 뿐만 아니라 테넌트는 성우로도 활동한 적이 있으며, '햄릿'의 연극 공연에도 출연하여 비평가들로부터 극찬을 받았다. 또한 넷플릭스 오리지널 드라마이자 마블코믹스 히어로 드라마인 제시카존스에서 퍼플맨(제버다이아 킬그레이브) 역을 맡아 연기하고 있다.

## 어린 시절
1971년 4월 18일 스코틀랜드 웨스트로디언의 배스게이트에서 태어났다. 태어날 때의 이름은 '데이비드 존 맥도널드' (David John McDonald)였다. 아버지는 알렉산더 샌디 맥도널드 (1937년~2016년), 어머니는 헬런 맥도널드 (1940년~2007년)이었다. 아버지는 종교인으로 스코틀랜드 교회 총회 의장을 지내기도 했다. 어린 시절 아버지가 현지 목사로 있던 랠스턴에서 형 블레어, 여동생 캐런과 함께 지냈다.
세 살이 되었을 무렵 테넌트는 BBC 드라마 《닥터 후》에 푹 빠져 부모님에게 배우가 되고 싶다고 처음 밝혔다고 한다. 그러나 부모님은 좀 더 평범한 장래희망을 가지라는 반응을 보였다. 훗날 데이비드 테넌트는 배우를 꿈꾸는 데 있어 "완전히 대쪽 같았다"고 회고했다. 당시 데이비드 테넌트는 닥터 후의 거의 모든 에피소드를 시청할 정도로 광팬이었고, 한번은 글래스고에서 열린 닥터후 서적 사인회를 찾아가 현역이던 4대 닥터 역의 톰 베이커와 대화를 나누기도 했다고 밝혔다.
이후 랠스턴 초등학교를 거쳐 페이즐리 중학교를 다녔으며, 학교에서 기획하는 여러 행사에 배우로 활동했다. 테넌트가 열 살이 되던 해, 그의 재능을 알아본 배우 에디스 맥아더가 테넌트의 부모님을 찾아가, 자신은 테넌트의 연기를 본 후로 훌륭한 연극배우가 될 것이라고 믿는다는 말을 전했다고 한다.
테넌트는 스코틀랜드 왕립 예술학교의 토요수업을 다니기 시작했는데, 이때는 오디션 자격이 주어지는 공식 연령인 16세가 되기 전이었다. 당시 수업에는 17세~20세 학생들이 주로 수강하고 있었고 테넌트는 그 가운데 최연소 학생이었다. 한편 이쿼티 배우조합에 '데이비드 맥도널드'라는 본인 이름으로 가입하려다 동명이인이 이미 회원으로 있다는 사실을 알고서 새로운 예명을 짓기로 결심했다. 이름을 고민하는 과정에서 우연히 보게 된 음악잡지 <스매시 히츠>에서 펫 숍 보이스의 보컬 닐 테넌트의 이름을 발견하고 그의 성을 따온 것이 지금 이름의 유래라고 한다. 이후 미국 영화배우조합 규정에 따라 자신의 성을 정식으로 '테넌트'로 바꾸면서, '데이비드 테넌트'는 본명이 되었다.

## 출연 경력

### 신인 시절
데이비드 테넌트가 프로 배우로 데뷔하게 된 것은 아직 학창시절이던 16살 때로, 글래스고 보건위원회에서 제작한 금연 홍보 영화에 출연한 것이 계기였다. 당시 이 영화는 TV 프로그램 내지는 일선 학교에서 상영되기도 했다. 이듬해 1988년에는 ITV에서 방영되는 <드라마라마>라는 어린이 프로그램에 출연하였다. 연기학교 졸업 후에 처음 출연한 작품은 연극 <아르투로 우이의 출세>로 애슐리 젠슨과 공동 출연하였는데, 당시 '7:84 시어터 컴퍼니'의 연속 풍자극의 일환으로 공연무대에 나선 것이었다. 또한 스코틀랜드 TV 시트콤 <랩 C 네스빗>에서 대비나 (Davina)란 이름의 트랜스젠더 바텐더로 출연해 TV무대에도 처음 올랐다. 90년대에 이르러서는 던디 리퍼토리 극장에서 기획된 여러 공연에 출연하였다.
1992년에는 <스트래스블레어>라는 드라마에 출연했는데 촬영 당시 감독을 맡은 데이비드 블레어가 테넌트의 연기를 눈여겨본 것을 계기로, 1994년 BBC 스코틀랜드 드라마 <테이킹 오버 더 어사일럼>에 캠벨 베인 (Cambell Bain) 역으로 캐스팅되어 처음으로 TV 드라마 주연을 맡게 되었다. 당시 테넌트는 오디션장에서 제작진들이 "19살인 동시에 사기꾼 연기를 동시에 소화할 사람을 원했다"고 회고한다. <테이킹 오버 더 어사일럼> 촬영 과정에서 테넌트는 코미디 배우이자 작가 애러벨라 위어를 만났는데, 머지않아 런던으로 이사해 5년여간 동거하며 위어의 막내아이를 돌봐주게 되었다. 이후 위어와 함께 여러 작품에 출연하였는데, 위어 본인이 주연으로 나선 패러디 드라마 <포시 노시>에 테넌트가 게스트로 출연하는가 하면, 닥터 후 오디오 드라마 <Exile>에서는 주인공 닥터의 다른 모습 역으로 위어가 출연하였으며, 채널 4의 산하채널 모어4의 <웨스트윙 얼티밋 퀴즈>에서 패널로 출연한 바 있다. 한편 1996년에는 영화 <쥬드>에 출연하여 스크린 데뷔를 이뤘는데, 여기서 술에 취한 학부생 역을 맡아, 주연을 맡은 크리스토퍼 에클스턴과 같은 씬에 등장하여 시비를 거는 연기를 펼치기도 한다.
같은 시기 연극무대에서의 활동도 꾸준히 이어나갔다. 이 시기에는 로열 셰익스피어 컴퍼니의 공연에 주로 출연했다. 1996년 <당신 뜻대로>로 셰익스피어극에 처음 도전한 테넌트는, 처음에는 로맨스 주연 등장인물인 올랜도 역에 오디션을 보았으나 떨어지고, 그 대신 어릿광대 터치스톤 역으로 무대에 오르게 되었으며 자신의 스코틀랜드 억양을 그대로 소화하였다. 이어서 코미디 배역에 특화된 배우로 활동하여 <실수 연발>에서는 시라쿠사의 안티폴루스 역을, 리처드 브린슬리 셰리든 원작의 <경쟁자들>에서는 잭 앱솔루트 대위 역을 맡았으나, <로미오와 줄리엣>에서 로미오 역으로 무대에 오르기도 했다.
특히 1998년에는 오디오극 <아크엔젤 셰익스피어> 시리즈 출연을 통해 셰익스피어 배우 활동을 이어나갔다. 당시 테넌트가 맡은 역으로는 <실수 연발>에서 시라쿠사의 안티폴루스 역으로 다시금 출연했고, <베니스의 상인>의 랜슬롯 고보 역을, <리어왕>의 애드가 역을, <로미오와 줄리엣>의 머큐시오 역을 맡았다. 이들 모두 스코틀랜드 억양 그대로 연기를 펼쳤다. 셰익스피어 작품 외에도 1995년 런던의 로열 내셔널 시어터에 처음 입성하여 조 오튼의 <미친 사람들>에서 니컬라스 베켓 역으로 출연하였으며,  2002년 4월 돈머 웨어하우스에서 초연된 케네스 로너건의 연극 <로비 히어로>에 도미닉 로완, 게리 맥도널드와 함께 출연하였으며, 로런스 올리비에상 연극부문 주연상 후보에 올랐다. 이듬해 2003년 런던프로덕션의 마틴 맥도나 원작 <필로우맨>에도 출연하였다.
텔레비전 작품 활동의 경우 2000년 BBC One에서 방영된 드라마 <랜덜 앤 홉커크> 제1화에 리브스와 모티머와 함께 출연하였으며 독특한 연기의 배우로 주목받기 시작했다. 2002년 크리스마스 시즌에는 부츠 사의 TV 연속광고에 주연으로 나섰. 2003년에는 영화 <브라이트 영 싱>에 출연하였고, 이듬해 2004년부터 TV 출연 활동을 넓혀나가 <히 뉴 히 워즈 라이트>, <블랙풀>에 출연, 이듬해 2005년 <카사노바>, <쿼터매스 익스페리먼트>에 모습을 비췄다. 그해 말에는 영화 <해리 포터와 불의 잔>에서 바티 크라우치 주니어 역으로 출연하였다.

### 닥터 후 출연

#### 10대 닥터 (2006년~2010년)

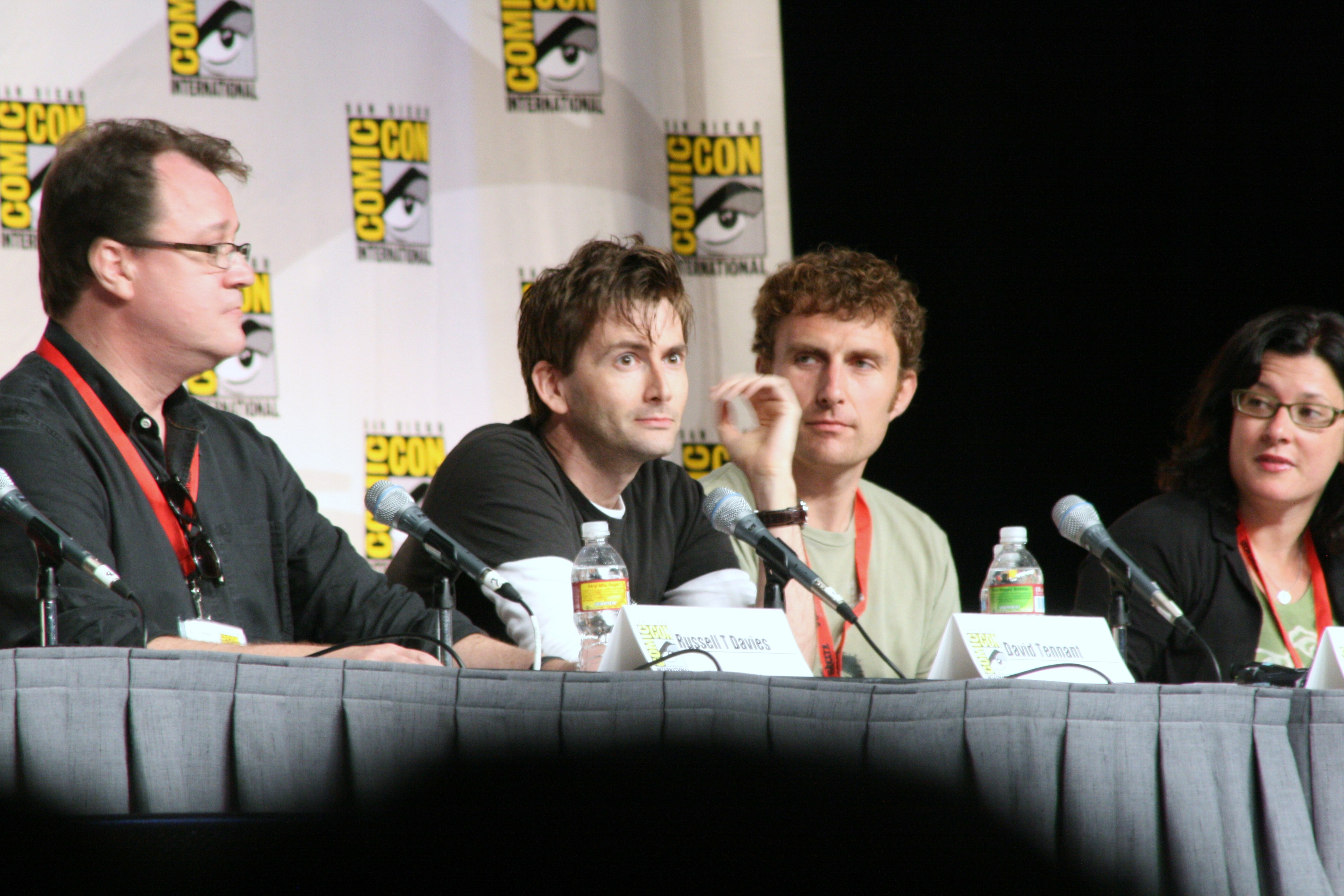
2009년 7월 샌디에이고 코믹콘 인터내셔널행사에 참석한 데이비드 테넌트 (중앙)와 닥터 후 총괄프로듀서 러셀 T 데이비스 (좌측), 정규감독 에이러스 린 (중앙우측), 총괄프로듀서 줄리 가드너 (우측).

2005년 3월, 영국의 인기 SF 드라마 <닥터 후>가 부활하였다. 첫번째 시즌에서는 주인공 9대 닥터 역에 크리스토퍼 에클스턴이 출연하였다. 그러나 에클스턴이 시즌 1만 찍고 하차 의사를 밝힘에 따라 차기 닥터 배우로 데이비드 테넌트가 캐스팅되었다. 테넌트는 시즌 마지막 에피소드 "The Parting of the Ways" 편에서 재생성을 마친 닥터의 모습으로 처음 모습을 비추었으며, 2005년 11월 18일 방영된 자선특집 <칠드런 인 니드>에서 공개된 미니에피소드에도 출연하였다. 본격적인 주연으로 나선 것은 그해 크리스마스 특집으로 방영된 "The Christmas Invasion" 편이었다.
테넌트에게 닥터 역 캐스팅 제의가 들어온 것은 2005년 초 <쿼터매스 익스페리먼트>의 리허설이 이뤄지던 시기였다. 당시 이 사실은 비밀에 부쳐졌으며, 그해 4월에서야 캐스팅 소식이 공식적으로 발표되었다. 이 때 <쿼터매스 익스페리먼트>의 출연진과 제작진들은 테넌트가 닥터 역에 캐스팅됐다는 이야기를 알아챘다는 후문이다. 그 영향으로 생방송 편에서 쿼터매스 역의 제이슨 플레밍은 브리스코 박사 역의 테넌트에게 건네는 대사를 "다시 봐서 좋군요, 고든" (Good to have you back, Gordon)에서 "다시 봐서 좋군요, 닥터" (Good th have you back, Doctor)로 일부러 바꿨다고 한다. 테넌트 역시 본인의 어린시절 꿈을 이룰 수 있다는 소식에 열광했다. 당시 테넌트는 라디오 방송에 출연해 "누가 닥터를 마다할까, 나만의 타디스를 갖게 된다는데!"라며 흥분감을 감추지 않았다.
다만 테넌트가 닥터후와 인연 없이 바로 닥터 역에 캐스팅된 것은 아니었다. 2003년 BBC에서 제작한 닥터후 웹 애니메이션 "Scream of the Shalka" (샬카의 비명)에서 단역을 맡은 것이 그 기록이다. 당시 테넌트는 본 캐스팅에 오른 것은 아니었는데, 이웃한 녹음실에서 한 라디오 드라마에 출연해 연기를 펼치다가, 바로 옆방에서 녹음 중인 작품의 감독이 즉석에서 단역 출연을 제의한 것이었다. 테넌트 본인의 닥터후를 향한 열망은 이후 드라마를 원작으로 빅 피니시 프로덕션에서 제작한 수많은 오디오극에 출연하는 계기로도 발돋움했다 (다만 이들 작품 가운데 닥터 역을 맡은 작품은 없었다). 데이비드 테넌트의 닥터후 오디오극 첫 출연은 7대 닥터 오디오극 <Colditz>로, 콜디츠성의 나치 근위대원을 연기하였다. 2004년에는 빅피니시 오디오극 시리즈 <Dalek Empire III>에서 처음 주연으로 나섰다. 여기서 그는 달렉의 비밀을 알아내라는 임무를 부여받은 갈라나 (Galanar)로 출연하였다. 이듬해 2005년에는 빅 피니시의 <UNIT: The Wasting>에 출연해 브리미컴우드 (Brimmicombe-Wood)라는 배역을 맡아, 닥터 후 언바운드 오디오극 <Sympathy for the Devil> 편에 이어 제 역할을 다시 소화했다. 해당작은 닥터로 캐스팅된 시점과 공식 발표되는 시점 사이에 녹음이 이뤄졌다는 점에서 더욱 특별한 작품이다. 이들 두 작품에서 테넌트는 드라마 본편에서 레스브리지스튜어트 준장 역으로 오랫동안 출연한 니컬라스 코트니와 호흡을 맞추기도 했다. 이밖에도 그해 닥터후 언바운드 오디오극 <Exile>에서 이름없는 타임로드 역을, 브라이언 탤벗 원작의 빅피니시 오디오극 <The Adventures of Luther Arkwright> 편에서도 주인공 루터 아크라이트를 맡았다.
2006년 방영된 정규 시즌인 시즌 2부터 닥터로 활약하게 된 테넌트는 그해 <닥터 후 매거진> 구독자 투표에서 역대 닥터 배우 가운데 최고의 인기를 자랑하던 톰 베이커를 대신해 1위에 올랐다. 출연에 앞서 테넌트는 본연의 스코틀랜드 억양 대신에 TV에서 흔히 쓰는 에스추리 억양을 대신 쓸 것을 주문받았는데, 이에 대해 작가 러셀 T 데이비스는 닥터의 억양이 '온 지방을 다 왔다갔다하는' 것은 보기 싫었기 때문이라고 밝혔다. 이 때문에 일부 가십성 보도에서는 테넌트가 제작진과 갈등을 빚었다는 설을 내세웠으나, 테넌트 본인은 자신의 억양대로 연기를 펼치는 것이 전혀 화가 아니자 않으며, 사실은 하고 싶지도 않았다고 밝혔다. 다만 작중 테넌트가 자기 억양을 뽑아내는 장면이 들어가기도 했는데, 시즌 2의 "Tooth and Claw" 편에서 스코틀랜드를 방문한 빅토리아 여왕 앞에서 본인의 신분을 에딘버러에서 온 '닥터 제임스 매크리먼'이라 연기할 때의 장면이다.
이듬해 2007년에는 시즌 3 출연과 함께 처음으로 감독으로 데뷔하였는데, 닥터 후의 촬영장 비하인드를 다룬 다큐멘터리 <닥터 후 컨피덴셜>에서, 스티븐 모펏 각본의 에피소드 "Blink" 편의 비하인드 스토리 에피소드 "Do You Remember The First Time?" (2007년 6월 9일 방영)을 연출한 것이 그것이다. 또 같은해 <칠드런 인 니드> 스페셜로 제작된 스티븐 모펏 각본의 "Time Crash" 편에서 5대 닥터의 피터 데이비슨과 호흡을 맞추었다. 피터 데이비슨의 딸 조지아 모펫도 2008년 시즌 4 "The Doctor's Daughter" 편에서 제니 역으로 출연해 테넌트와 만났고, 이후 두 사람이 결혼하여 피터 데이비슨은 장인이 되었다.
2008년 시즌 4에서도 10대 닥터 역으로 출연하며 높은 인기를 누리던 데이비드 테넌트는 그해 10월 29일 세 시즌 출연을 마지막으로 닥터 역에서 하차한다고 전격 발표하였다. 2008년 크리스마스 특집에 이어 2009년 스페셜 3편에 출연한 테넌트는 2010년 1월 1일 신년특집으로 방영된 "The End of Time"을 끝으로 물러났다. 데이비드 테넌트의 뒤를 이어 맷 스미스가 닥터 역에 캐스팅되어 그해 시즌부터 11대 닥터로 출연하게 되었다. 한편, 드라마 본편 외에도 이와 연계된 여러 작품에도 출연하였는데 2007년 CBBC에서 방영된 <토털리 닥터 후>의 애니메이션 코너 "The Infinite Quest"에서 닥터의 성우를 맡은 것이 처음이었다. 이후 <Dreamland>라는 또다른 6부작 애니메이션 작품에도 닥터 역으로 출연하였다. 2009년 10월 방영된 닥터후 스핀오프 드라마 <사라 제인 어드벤처>의 2부작 에피소드에서도 닥터 역으로 게스트 출연하였다.

#### 하차 이후 특별 출연과 14대 닥터 (2023년)
하차 이후 2013년 11월 방영된 드라마 50주년 스페셜 "The Day of the Doctor"에서 오랜만에 10대 닥터 역으로 출연하였다. 해당 편에서는 현역 닥터인 맷 스미스와 동행자 제나 콜먼, 게스트 주연 존 허트는 물론, 2006년 시즌 2에서 닥터의 동행자로 호흡을 맞췄던 빌리 파이퍼도 함께 출연하였다. 비슷한 시기 공개된 피터 데이비슨 감독의 50주년 특집 코미디극 <The Five(ish) Doctors Reboot>에도 카메오로 출연하였다.
2015년 10월 빅피니시 프로덕션은 이번에 발표되는 신작 3편의 주연으로 데이비드 테넌트가 10대 닥터 역으로 돌아오며, 2008년 시즌 4에서 닥터의 동행자로 함께 출연했던 캐서린 테이트도 도나 노블 역으로 돌아온다고 밝혔다. 이번 이야기에 함께 나오는 배우 가운데 현재 닥터 후에 출연중이거나 출연한 적이 있었던 배우로 스트랙스 역의 댄 스타키, 대브로스 역의 테리 몰로이도 출연하며, 빅피니시 오디오극의 베테랑 연기자 니키 워들리 (8대 닥터 동행자 탬신 역)도 출연하게 된다. 해당 오디오극 2016년 5월에 발매되었다.
2017년 11월에는 빅피니시 프로덕션 신작 3편에 데이비드 테넌트가 다시 한번 10대 닥터 역으로 캐스팅됐으며, 이번에는 빌리 파이퍼가 로즈 타일러 역으로 함께 호흡을 맞추게 되었다. 2018년 6월 13일 런던 O2 공연장에서 진행된 인형극 <The Muppets Take the O2>에서도 10대 닥터로 깜짝 출연하였다.
2022년 5월, 내년 60주년 특집을 맞이해 데이비드 테넌트가 다시 한번 닥터 역으로 드라마에 복귀한다는 소식이 발표되었다. 캐서린 테이트 역시 도나 노블 역으로 다시금 나올 예정이다. 발표 당시에는 10대 닥터 역으로 출연하는 것이 아니냐는 추측이 지배적이었으나, 2022년 10월 방영된 "The Power of the Doctor" 편에서 현역인 13대 닥터 (조디 휘태커)의 뒤를 이은 닥터의 모습으로 데이비드 테넌트가 출연해, 그가 맡은 배역이 14대 닥터라는 사실이 밝혀졌다. 당초 차기 닥터 역에는 슈티 개트와가 캐스팅됐다는 소식이 먼저 알려졌었으나 개트와는 추후 15대 닥터로 출연하는 것으로 정정되었다. 60주년 특집 에피소드는 2023년 11월에 방영될 전망이다.

## 출연 작품

### 영화
| 년도 | 제목                                                                                       | 역할                                              | 참고          |
| ---- | ------------------------------------------------------------------------------------------ | ------------------------------------------------- | ------------- |
| 1993 | 더 브라운 맨 The Brown Man                                                                 | 빌리 더 보이드                                    | 텔레비전 영화 |
| 1993 | 스페이시스 Spaces                                                                          | Vinny                                             | 단편 영화     |
| 1996 | 쥬드 Jude                                                                                  | 취한 학부생                                       |               |
| 1997 | 바이트 Bite                                                                                | Alistair Galbraith                                | 단편 영화     |
| 1998 | L.A. Without a Map                                                                         | RIchard                                           |               |
| 1999 | 더 라스트 셉템버 The Last September                                                        | Gerald Colthurst                                  |               |
| 2000 | 비잉 컨시더드 Being Considered                                                             | Larry                                             |               |
| 2002 | 나인 1/2 미닛츠 Nine 1/2 Minutes                                                           | Charlie                                           | 단편영화      |
| 2003 | 브라이트 영 씽 Bright Young Things                                                         | Ginger Littlejohn                                 |               |
| 2004 | 올드 스트릿 Old Street                                                                     | Mr Watson                                         | 단편 영화     |
| 2004 | 더 디퓨티 The Deputy                                                                       | 크리스토퍼 윌리엄스                               | 텔레비전 영화 |
| 2004 | 트래픽 워든 Traffic Warden                                                                 | 트래픽 워든                                       | 단편 영화     |
| 2005 | 퀘이터매스 실험 The Quatermass Experiment                                                  | Doctor Gordon Briscoe                             | TV 영화       |
| 2005 | 스윗나잇굿하트 Sweetnightgoodheart                                                         | Pete                                              | 단편 영화     |
| 2005 | 해리 포터와 불의 잔 Harry Potter and the Globet of Fire                                    | 바티 크라우치 2세                                 |               |
| 2006 | 더 채털리 어페어 The Chatterley Affair                                                     | Richard Hoggart                                   | TV 영화       |
| 2006 | 프리 지미 Slip Jimmy Fri                                                                   | Hamish                                            | 더빙          |
| 2007 | 리코버리 Recovery                                                                          | Alan Hamilton                                     | TV 영화       |
| 2007 | 닥터 후: 더 인피니트 퀘스트 Doctor Who: The infinite Quest                                 | 닥터 (닥터 후)(목소리 출연)                       | TV 영화       |
| 2007 | 러너스 Learners                                                                            | Chris                                             | TV 영화       |
| 2008 | 아인슈타인 앤 에딩턴 Einstein and Eddington                                                | 아서 에딩턴                                       | TV 영화       |
| 2009 | 글로리어스 39 Glorious 39                                                                  | 헥터                                              |               |
| 2009 | 세인트 트리니안스 2 - 프리튼 교장의 황금 전설 St Trinian's 2: The Legend of Fritton's Gold | 캡틴 로드 폼프리, 피어스 폼프리                   |               |
| 2009 | 햄릿 Hamlet                                                                                | 햄릿                                              | TV 영화       |
| 2010 | 드래곤 길들이기 How to Train Your Dragon                                                   | Spitelout                                         | 더빙          |
| 2011 | 유나이티드 United                                                                          | 지미 머피                                         |               |
| 2011 | 디코이 브라이드 The Decoy Bride                                                            | 제임스                                            |               |
| 2011 | 더 잇치 오브 더 골든 니트 The Itch of the Golden Nit                                       | 라디오 뉴스리더 / Stretch Mcstretch (목소리 출연) | 단편 영화     |
| 2011 | 프라이트 나이트 Fright Night                                                               | 피터 빈센트                                       |               |
| 2011 | 머치 아도 어바웃 낫띵 Much Ado About Nothing                                               | Benedick                                          |               |
| 2011 | 허당 해적단 The Pirates! In an Adventure with Scientists!                                  | 찰스 다윈                                         | 더빙          |
| 2012 | 소 유 원트 투 비 어 파이렛! So You Want to Be a Pirate!                                    | 찰스 다윈                                         | 더빙, 비디오  |
| 2012 | 크리스마스 스타2 Nativity 2: Danger in the Manger!                                         | 도널드 / 로더릭 피터슨                            |               |
| 2013 | 로열 셰익스피어 컴퍼니: 리차드 2세 Royal Shakespeare Company: Richard II                   | 리차드 2세                                        | TV 영화       |
| 2013 | 더 파이브 닥터스 리부트 The Five(ish) Doctors Reboot                                       | 데이비드 테넌트(본인)                             | TV 영화       |
| 2014 | 행복배달부 팻아저씨 Postman Pat: The Movie                                                 | 윌프                                              | 더빙          |
| 2014 | 해피 홀리데이 What We Did on Our Holiday                                                   | 더그                                              |               |
| 2015 | 96 웨이즈 투 세이 아이 러브 유 96 Ways To Say I Love You                                   | 마크                                              | 단편 영화     |
| 2016 | 출동! 소방관 샘: 외계인 대소동 Fireman Sam: Alien Alert! The Movie                         | 벅 더글라스                                       | 더빙          |
| 2016 | 웨이팅 포 더 보트맨 Waiting for the Boatman                                                | Mario Minniti                                     |               |
| 2016 | 홈 인베이션 Home Invasion                                                                  |                                                   | 감독          |
| 2017 | 매드 투 비 노멀 Mad to Be Normal                                                           | R.D. Laing                                        |               |
| 2017 | 페르디난드 Ferdinand                                                                       | 앵거스                                            | 더빙          |
| 2017 | You, Me and Him                                                                            | John                                              |               |
| 2018 | 배드 사마리안 Bad Samaritan                                                                | 케일                                              |               |
| 2018 | 메리, 퀸 오브 스코틀랜드 Mary Queen of Scots                                               | 존 녹스                                           |               |
| 2019 | 드래곤 길들이기 3 How to Train Your Dragon: The Hidden World                               | Spitelout / Ivar the Witless                      | 더빙          |
| TBA  | 미드데이 선 Midday Sun                                                                     | Dan                                               | 촬영 전       |
| 2019 | 퍼디 미어스 Fuddy Meers                                                                    | 혀 짧은 남자                                      | 발표됨        |

### 텔레비전
| 년도        | 제목                                                                                    | 역할                                          | 참고 |
| ----------- | --------------------------------------------------------------------------------------- | --------------------------------------------- | --- |
| 1988        | 드라마라마 Dramarama                                                                    | Neil McDonald                                 | 에피소드:"The Secret of Crotfmore" |
| 1989        | 더 플레이 온 원 The Play on One                                                         | 세번째 신병                                   | 에피소드:"Biting the Hands" |
| 1992        | 스트레드블레어 Strathblair                                                              | 아치                                          | 에피소드:"In Good Faith" |
| 1992        | 번치 오브 파이브 Bunch of Five                                                          | 경찰관                                        | 에피소드:"Miles Better" |
| 1993        | 랩 씨 네스비트 Rab C. Nesbitt                                                           | Davina                                        | 에피소드:"Touch" |
| 1994        | 테이킹 오버 더 어사일럼 Takin' Over The Asylum                                          | 캠벨                                          | 에피소드:"Let It Be","Rainy Night in Georgia","Fool on the Hill","You Always Hurt the One You Love","Fly Like an Eagle","Hey Jude" / 미니 시리즈                                                                            |
| 1995        | 더 테일즈 오브 파라 핸디 The Tales of Para Handy                                        | 존 맥브라이드                                 | 에피소드:"Para Handy's Piper |
| 1995        | 더 빌 The Bill                                                                          | 스티븐 클레멘즈                               | 에피소드:"Deadline" |
| 1996        | 어 머그스 게임 A Mug's Game                                                             | 개빈                                          | |
| 1997        | 홀딩 더 베이비 Holding the Baby                                                         | 간호사                                        | 에피소드:"Episode #1.2" |
| 1998        | 덕 패트롤 Duck Patrol                                                                   | 사이먼 '다윈' 브라운                          | 에피소드:"The Siege of Mallory Wharf","River Rage","Duck Turpin","The Spirit of the Deep","Occurrences","Flying Colours","Of Docks and Men(미방영)"                                                                         |
| 1999        | 러브 인 더 21세기 Love in the 21st Century                                              | 존                                            | 에피소드:"Reproduction" |
| 2000        | 더 미세스 브래들리 미스테리어스 The Mrs Bradley Mysteries                               | 맥스 발렌타인                                 | 에피소드:"Death at the Opera" |
| 2000        | 랜달 앤 홉커크 (디시즈드) Randall & HopKirk (Deceased)                                  | 고든 스타일러스                               | 에피소드:"Drop Dead" |
| 2001        | 하이 스테이크스 High Stakes                                                             | 개즈 위트니                                   | 에피소드:"The Magic Word" |
| 2001        | 피플 라이크 어스 People Like us                                                         | 롭 하커                                       | 에피소드:"The Actor" |
| 2002        | 포일스 워 Foyle's War                                                                   | 테오 하워드                                   | 에피소드:"A Lesson in Murder" |
| 2003        | 트러스트 Trust                                                                          | 개빈 맥이완                                   | 에피소드:"Eipsode #1.6" / 미니 시리즈 |
| 2003        | 포시 노시 Posh Nosh                                                                     | 피어스 / 호세-루이스                          | 에피소드:"Comport Food...피어스","Paella...호세-루이스" |
| 2003        | 스핀 칠러스 Spin Chillers                                                               | 닥터 크럴                                     | 에피소드:"Bradford in My Dreams" |
| 2003        | 테리 매킨타이어 Terri McIntyre                                                          | 그레이그 밀러                                 | 에피소드:"Wave","Blaze","Thong","Dick","Shamed","Model" |
| 2003        | 닥터 후: 스크림 오브 더 셸카 Doctor Who: Scream Of The Shalka                           | 경비원                                        | 에피소드:"Episode #1.5" (목소리 출연) |
| 2004        | 히 뉴 히 워즈 롸잇 He Knew He Was Right                                                 | 미스터 깁슨                                   | 에피소드:"Part 1-4" / 미니 시리즈 |
| 2004        | 블랙풀 Blackpool                                                                        | D.I. 피터 카리슬                              | 에피소드:"Episode #1.1 - 1.6" |
| 2005        | 카사노바 Casanova                                                                       | 카사노바                                      | 에피소드:"Episode #1.1 - 1.3" / 미니 시리즈 |
| 2005 - 2013 | 닥터 후 Doctor Who"                                                                     | 닥터 (닥터 후) / 스미스 / 닥터 후             | |
| 2005        | 닥터 후: 칠드런 인 니드 스페셜 Doctor Who: Children in Need Special                     | 닥터 (닥터 후)                                | 텔레비전 단편 |
| 2005        | 시크릿 스마일 Secret Smile                                                              | 브렌든 블락                                   | 에피소드:"Episode #1.1 - 1.2" |
| 2006        | 더 로맨틱스 The Romantics                                                               | Jean-Jacques Rousseau                         | 에피소드:"Liberty" / 미니 시리즈 |
| 2007        | 데드 링거스 Dead Ringers                                                                | 토니 블레어                                   | 에피소드:"Episode #7.6" |
| 2007        | 엑스트라스 Extras                                                                       | 데이비드 테넌트(본인)                         | 에피소드:"The Extra Special Series Finale" |
| 2008        | 닥터 후: 뮤직 오브 더 스피어스 Doctor Who: Music of the Spheres                         | 닥터 (닥터 후)                                | 단편 |
| 2005 - 2008 | 칠드런 인 니드 Children in Need                                                         | 닥터 (닥터 후)                                | 에피소드:"Episode #1.26(2005)", "Episode #1.28(2008)","Episode #1.29(2009)" |
| 2009        | 더 사라 제인 어드벤쳐 The Sarah Jane Adventures                                         | 닥터 (닥터 후)                                | 에피소드:"The Wedding of Sarah Jane Smith: Part 1-2" |
| 2009        | 닥터 후: 드림랜드 Doctor Who: Dreamland                                                 | 닥터 (닥터 후)                                | 에피소드:"Episode #1.1 - 1.6" / 미니시리즈 / 목소리 출연 |
| 2007-2009   | 더 캐서린 테이트 쇼 The Catherine Tate Show                                             | 크리스마스 선물 유령 / 미스터 로건            | 에피소드:"Comic Relief Special...미스터 로건(2007)", "Nan's Christmas Carol...크리스마스 선물 유령(2009)" |
| 2010        | 싱글 파더 Single Father                                                                 | 데이브                                        | 에피소드:"Episode #1.1 - 1.4" / 미니시리즈 |
| 2010        | 랙스 이즈 낫 유어 로이어 Rax Is Not Your Lawyer                                         | 랙스 알렉산더                                 | 에피소드:"Pilot" |
| 2011        | 라클란 맥쿼리: 더 파더 오브 오스트레일리아[[ Lachlan Macquarie: The Father of Australia | 내레이션                                      | 다큐멘터리 |
| 2011        | 디스 이즈 진시 This is Jinsy                                                            | 작은 남자                                     | 에피소드:"Wedding Lottery" |
| 2012        | 플레이하우스 프레젠트 Playhouse Presents                                                | 윌                                            | 에피소드:"The Minor Character" |
| 2012        | 트루 러브 True Love                                                                     | 닉                                            | 에피소드:"Nick" |
| 2011-2012   | 트웬티 트웰브 Twenty Twelve                                                             | 내레이션                                      | 에피소드:"Loose Ends","Inclusivity Day","Catastrophisation","The Rapper","Clarence House","Boycott:Part 1-2","Equestrian Controversy","Cultural Curator","Raising The Bar","Roman Reamains","Visitors From Rio","Countdown" |
| 2012        | 스타워즈: 더 클론 워즈 Star Wars: The Clone Wars                                        | 휴양                                          | 에피소드:"A Test of Strength","Bound for Rescue","A Necessary Bond" |
| 2013        | 스파이 오브 바르샤바 Spies of Warsaw                                                    | Jean-François Mercier / Jean-Francois Mercier | 에피소드:"Episode #1.1 - 1.4" |
| 2013        | 더 폴리티션스 허즈밴드 The Politician's Husband                                         | 에이든 호인스                                 | 에피소드:"Episode #1.1 - 1.3" / 미니시리즈 |
| 2013        | 피쉬 후크스 Fish Hooks                                                                  | 오스카의 뇌                                   | 에피소드:"Live at the Hamsterwood Bowl/A Charity Fair to Remember(목소리 출연)", "Assignment: Babies" |
| 2012-2013   | [드래곤 길들이기: 버크의 라이더 Dragons: Riders of Berk                                 | Spitelout                                     | 에피소드:"Thawfest(2012)","Race to Fireworm Island(2013)" |
| 2013        | 더 이스케이프 아티스트 The Escape Artist                                                | 윌 버튼                                       | 미니 시리즈 |
| 2012-2013   | 트리 푸 톰 Tree Fu Tom                                                                  | 트위그스                                      | 더빙 |
| 2014        | 그레이스포인트 Gracepoint                                                               | 탐정 에밋 카버                                | 미니 시리즈 |
| 2015        | 미키마우스 클럽하우스 Mickey Mouse Clubhouse                                            | 이고르(문)                                    | 에피소드:"Mickey's Monster Musical" / 더빙 |
| 2015        | 제이크와 네버랜드 해적 Jake and the Never Land Pirate                                   | 두려워하는 사악한 지니                        | 에피소드:"Dread the Evil Genie/Sandblast!", "Dread the Pharaoh!/Sharky Unchained!" / 더빙 |
| 2015-2016   | 돌연변이특공대 닌자거북이 Teenage Mutant Ninja Turtles                                  | The Fugitiod                                  | 더빙 |
| 2016        | 패밀리 가이 Family Guy                                                                  | 닥터 후                                       | 에피소드:"Inside Family Guy" |
| 2013-2017   | 브로드처치 Broadchurch                                                                  | 알렉 하디 / 경위 알렉 하디                    | |
| 2017        | 웰컴 투 덕버그 - 덕테일즈 Welcome to Duckburg - DuckTales                               | 스크루지 맥덕                                 | 단편 미니시리즈 / 더빙 |
| 2014-2017   | W1A                                                                                     | 내레이션                                      | |
| 2017        | 썬더버드 아 고 Thunderbirds Are Go                                                      | Tycho Reeves                                  | 에피소드:"Hyperspeed" / 더빙 |
| 2017        | 더 하이웨이 랫 The Highway Rat                                                          | 더 하이웨이 랫                                | 단편 / 더빙 |
| 2017        | 거드런: 더 바이킹 프린세스 GUdrun: The VIking Princess                                  | 내레이션                                      | |
| 2015-2018   | 드래곤즈: 레이스 투 더 엣지 Dragons: Race to the Edge                                   | Spitelout                                     | 12 에피소드 / 더빙 |
| 2018        | 더 레이트 쇼 위드 스테판 콜버트 The Late Show With Stephen Colbert                      | 조지 해리슨                                   | 에피소드:"Chadwick Bosmen/Strangest Things" |
| 2018        | 행 업스 Hang Ups                                                                        | 마틴 램브                                     | 에피소드: #1.2 |
| 2018        | 데어 쉬 고즈 There She Goes                                                             | 사이먼                                        | |
| 2018        | 캠핑 Camping                                                                            | 왈트 조델                                     | |
| 2019        | 젠(겐): 락 Gen: Lock                                                                    | Dr. Rufus Weller / Caliban                    | 더빙 |
| 2019        | 굿 오멘즈 Good Omens                                                                    | 크롤리 / 크로울리                             | 미니 시리즈 |
| 2015-2019   | 마블 제시카 존스 Jessica Jones                                                          | 킬그레이브                                    | 13 에피소드 |
| 2018-2019   | 파이널 스페이스 Final Space                                                             | 총사령관                                      | 11 에피소드 / 더빙 |
| 2017-2019   | 덕테일즈 DuckTales                                                                      | 스크루지 맥덕 / 모자 해적                     | 36 에피소드 / 더빙 |
| 2019        | 크리미널 Criminal                                                                       |                                               | |
| TBA         | 아메리콘즈 Americons                                                                    |                                               | 촬영 전 |
| 2019        | 데드워터 펠 Deadwater Fell                                                              | 톰                                            | 미니 시리즈 / 발표됨 |
| 2022        | 닥터 후: 닥터의 힘                                                                      | 닥터                                          | 단편 |